# City Sightseeing
City Sightseeing又稱都市觀光巴士，是一家敞篷观光巴士运营商。它在全世界130多个城市提供巴士觀光服务。随着City Sightseeing的发展和扩大，该公司现在还提供游船（莫斯科、开普敦、阿姆斯特丹、波士顿）、观光火车和徒步觀光導覽等遊覽服務。
該公司提供的觀光巴士途徑當地熱門旅游景点和地标，同时乘客可以通过耳机收聽语音解说，通過解說了解所见事物的信息。游客可以在车票规定的时间内，在沿途的巴士站上车和下车。许多城市有多条觀光巴士线路。有些觀光巴士還會离开市區前往郊区景点。在一些城市（纽约、費城、沙迦），巴士甚至在夜间运营。英国、意大利、西班牙和美国是拥有City Sightseeing所提供服务的城市数量最多的国家。